# Derarimus bidens
Derarimus bidens es una especie de coleóptero de la familia Anthicidae.

## Distribución geográfica
Habita en Sumatra (Indonesia).